# Velšské triády

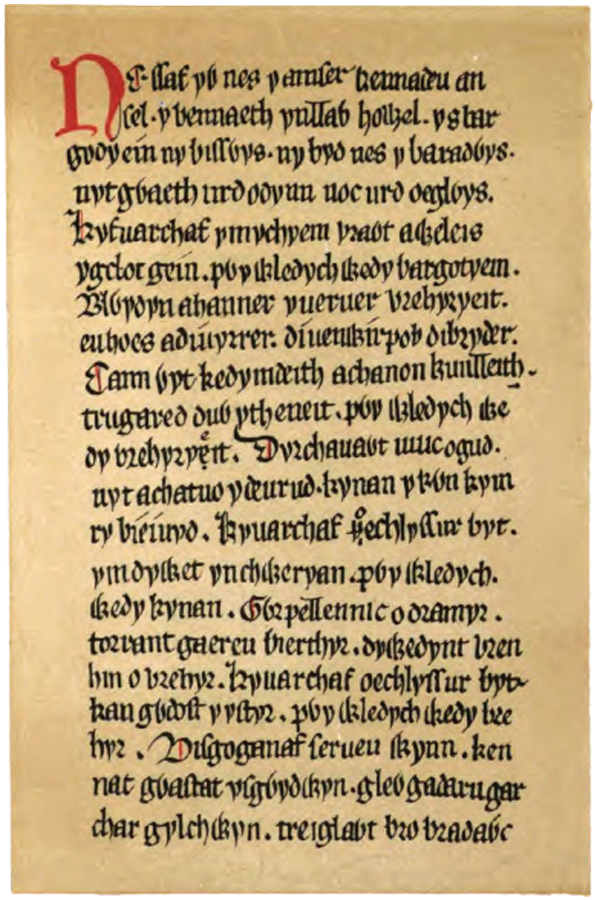
Faksimile listu Červené knihy hergestské

Velšské triády (velšsky Trioedd Ynys Prydein, Trojice ostrova Británie) je skupina textů ve středověkých rukopisech obsahujících látky z velšského folklóru, mytologie a historie. Charakteristickým prvkem, podle něhož nesou své jméno, je použitá literární forma. Ta se vyznačuje spojováním předmětů do trojic, uvedených výkladem ozřejmujícím jejich podobnost. Příkladem je „Tři věci nelze snadno zkrotit: proud potoka, let šípu a jazyk hlupáka.“ 
Nejstarším dochovaným rukopisem tohoto typu je Peniarth 16 ze třetí čtvrtiny 13. století, nyní uchovávaný ve Velšské národní knihovně. Podobný rukopis je Peniarth 45 (kolem roku 1275), naopak Bílá kniha Rhydderchova a Červená kniha hergestská zachycují poměrně odlišnou verzi Triád.
Kritické vydání Triád zpracovala lingvistka Rachel Bromwichová.